# Star Wars Battlefront (jogo eletrônico de 2015)
Star Wars Battlefront é um jogo eletrônico de tiro em primeira e terceira pessoa, produzido pela DICE e baseado na franquia Star Wars. Foi publicado pela Electronic Arts com a chancela da LucasArts a 17 de Novembro de 2015 para Microsoft Windows, PlayStation 4 e Xbox One. Star Wars Battlefront é o terceiro título principal da série Battlefront, depois de Battlefront (2004) e Battlefront II (2005).
O chefe do estúdio, Patrick Söderlund, afirmou que o jogo é "a interpretação da DICE sobre o que deve ser Battlefront", ao mesmo tempo que incorpora elementos dos jogos anteriores. Como tal, refere que não é uma sequência, mas um reinicio da série. Uma versão beta que ocorreu no mês de Outubro de 2015 teve a participação de mais de 9,5 milhões de jogadores, tornando-a à data a maior de sempre realizada pela EA.
Em Star Wars Battlefront as batalhas são feitas em locais do universo fictício Star Wars incluindo Endor, Hoth, Tatooine, Sullust e Scarif, impossibilitando os jogadores de fazerem exploração espacial. Os jogadores podem escolher controlar um soldado da Rebel Alliance ou um Stormtrooper, ou personagens dos filmes como Darth Vader, Luke Skywalker e Boba Fett.
Star Wars Battlefront teve uma recepção variada por parte dos críticos da especialidade. Os pontos de elogio focaram-se sobretudo nos visuais e no "ambiente Star Wars" que o jogo proporciona. No entanto, foi muito criticado por ter pouco conteúdo e variedade e pela ausência de qualquer modo história/campanha. Recebeu diversos prémios incluindo "Jogo de Acção do Ano" e "Excelência no Design Sonoro".

## Jogabilidade

Star Wars Battlefront dá a possibilidade aos jogadores de controlarem personagens dos filmes, como Darth Vader.

Star Wars Battlefront é um jogo de acção que pode ser jogado na primeira pessoa ou na visão de terceira pessoa; os dois sistemas de câmara podem ser trocados em continuidade sem interrupções. Tanto para as batalhas como para a navegação podem-se usar vários veículos, tanto aéreos como terrestres, incluindo os X-wings, os TIE fighters, os AT-AT, as Speeder Bikes e o Millennium Falcon. As batalhas são feitas apenas nos planetas, impossibilitando os jogadores de fazerem exploração espacial. As armas, personagens, equipamento e habilidades são personalizáveis. À medida que o jogador vai desbloqueando novas armas pode partilhá-las com os colegas de equipa. Em Battlefront as armas não têm mira.
Os jogadores podem escolher controlar um soldado da Rebel Alliance ou um Stormtrooper. Também se pode controlar personagens dos filmes como Darth Vader, Luke Skywalker, Boba Fett, Han Solo, Palpatine e Leia Organa, assim como não-jogáveis como R2-D2 e C-3PO. Não existe um modo campanha (história) mas inclui missões cooperativas que podem ser jogadas offline. As missões podem ser completadas com a ajuda de parceiros controlados pela inteligência artificial ou por outros jogadores; há suporte para ecrã dividido nas consolas. O modo multijogador online suporta até 40 jogadores e estão disponíveis 12 mapas aquando do lançamento, inspirados nos locais do universo Star Wars, incluindo o planeta gelado Hoth, a lua floresta Endor, o planeta deserto Tatooine e o vulcânico Sullust.
Existem vários modos multijogador como Survival Missions (até 4 jogadores em modo cooperativo), Drop Zone (16 jogadores, 8v8), Walker Assault (40 jogadores, 20v20), Blast (20 jogadores, 10v10), Supremacy (40 jogadores, 20v20), Fighter Squadron (20 jogadores, 10v10), Hero Hunt (8 jogadores, 7v1), Cargo (12 jogadores, 6v6) e Droid Run (12 jogadores, 6v6).
A 10 de Novembro de 2015 a EA lançou a aplicação companheira para Star Wars Battlefront. Disponível para as plataformas Android e iOS, a aplicação permite ao jogador ligar-se aos amigos, receber notificações, consultar estatísticas e progresso, e jogar Base Command, um jogo estratégico baseado em cartas.

## Desenvolvimento

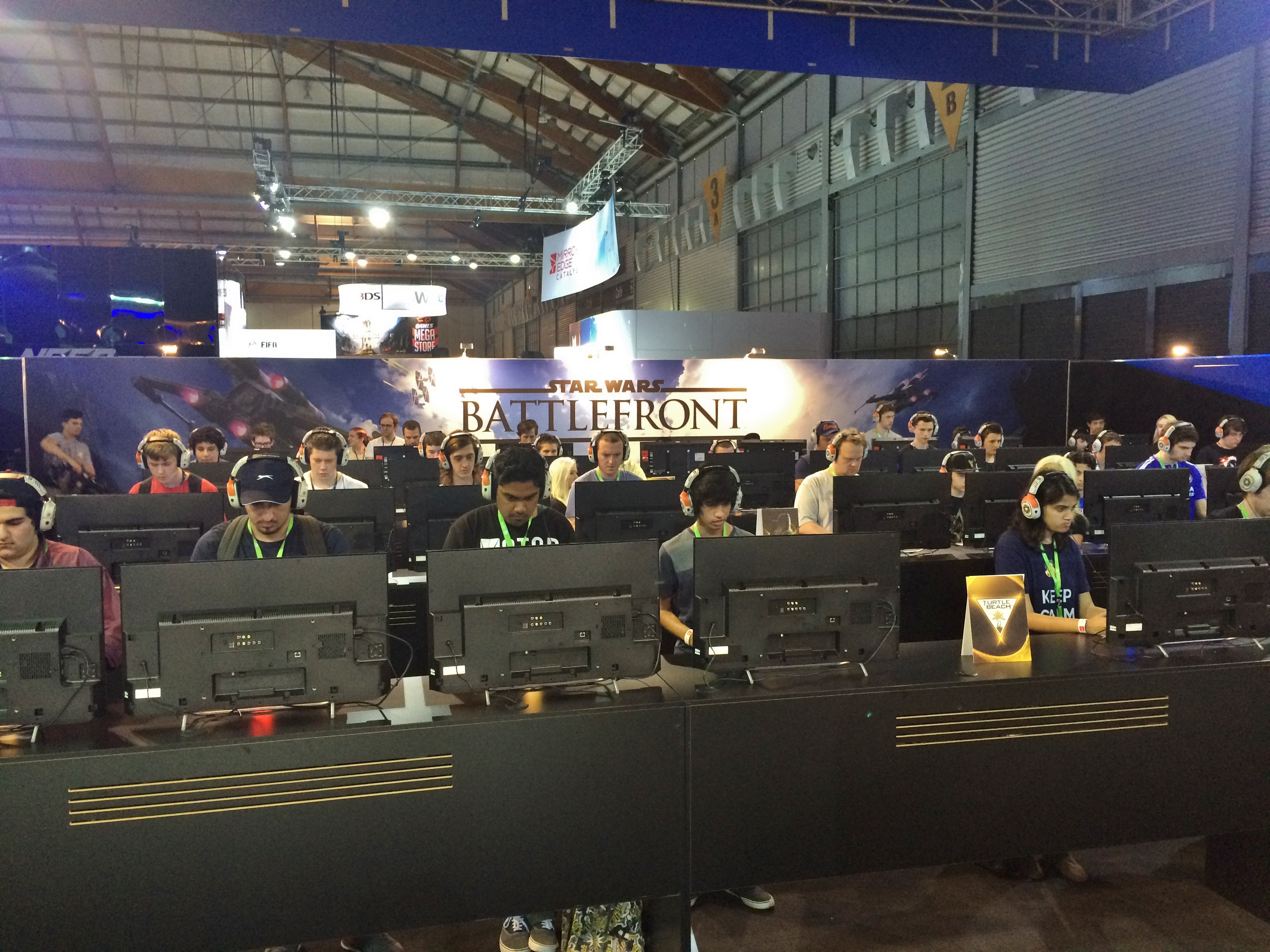
Um grupo na EB Games Expo 2015 a jogar Star Wars: Battlefront num único servidor

Em Maio de 2013 a Electronic Arts conseguiu os direitos para criar um jogo Star Wars para as consolas, e as subsidiárias DICE, Visceral Games e BioWare começaram a trabalhar em jogos Star Wars.
A DICE reconheceu a existência de um jogo pela primeira vez durante a conferencia de imprensa da Electronic Arts na E3 2013, mostrando um pequeno vídeo. O chefe do estúdio, Patrick Söderlund, afirmou que o jogo é "a interpretação da DICE sobre o que deve ser Battlefront", ao mesmo tempo que incorpora elementos dos jogos anteriores. Como tal, a DICE refere que não é uma sequela de Battlefront II, mas um reinicio da série. Söderlund disse que o jogo esteve quase para não ser produzido, mas o pessoal da DICE fez um ‘lobby’ para que tal acontecesse. Ele chamou à produção de Battlefront pela DICE como "um jogo feito no céu". Star Wars Battlefront foi produzido com o motor Frostbite 3 e correrá a 60fps em todas as plataformas.
Em Junho de 2014, foi revelado na E3 2014 que o planeta Hoth e o satélite Endor seriam mapas do jogo.
Em Outubro de 2014, foi dito que o jogo seria lançado no Natal de 2015, para coincidir com o lançamento do filme Star Wars: The Force Awakens. Em Março de 2015, foi mostrado num evento privado o primeiro vídeo do jogo em acção, recebendo "uma enorme ovação" da audiência. O jogo foi novamente mostrado durante o evento Star Wars Celebration 2015 em Anaheim, Califórnia. Durante o evento, foram dados alguns detalhes da jogabilidade e mostrado um novo vídeo promocional. O primeiro conteúdo adicional, Battle of Jakku, foi também anunciado no evento.
Em Abril de 2015, EA disse que Battlefront seria lançado na América do Norte a 17 de Novembro e a 20 de Novembro na Europa. Foi confirmado que não teria o sistema Battlelog, mas um novo produzido pela Uprise, uma subsidiária da Electronic Arts com sede na Suécia, que já tinha trabalhado no Battlelog de Battlefield 4.
Em Junho foi dada mais uma demonstração na E3 2015 que mostrava um Assalto Walker em Hoth, tanto da perspectiva da Aliança Rebelde como do Império Galáctico. O vídeo mostra o uso de várias armas, itens e veículos como o AT-AT walker, Snowspeeders e TIE Fighters e terminava com os personagens Luke Skywalker e Darth Vader a defrontarem-se em batalha. Também foi mostrado outro vídeo no mesmo evento que dava alguns pormenores sobre as missões cooperativas.
Foi lançada uma beta aberta para PC, PlayStation 4 e Xbox One a 8 de Outubro de 2015. A beta inclui os modos Walker Assault, Drop Zone e Survival. Originalmente planeada para encerrar a 12 de Outubro, acabou por ser expandida até dia 13 para testar "cenários extremos". A beta teve a participação de mais de 9,5 milhões de jogadores, tornando-a à data na maior de sempre realizada pela EA.

### Música
A música de Star Wars Battlefront foi composta por Gordy Haab, que já tinha trabalhado em dois videojogos Star Wars, Star Wars: The Old Republic e Kinect Star Wars. Foi dada a tarefa a Haab não de substituir as músicas icónicas de John Williams, mas sim escrever novos temas que se transcrevem de, e para os originais que Williams escreveu. A banda sonora foi gravada em Londres nos Estúdios Abbey Road, pela London Symphony Orchestra.

## Lançamento
Star Wars Battlefront foi publicado pela Electronic Arts com a chancela da LucasArts a 17 de Novembro de 2015 na América do Norte e a 20 de Novembro de 2015 na Europa para Microsoft Windows, PlayStation 4 e Xbox One. Foi anunciado um Passe de Temporada (Season Pass) para Star Wars Battlefront, que inclui quatro pacotes de expansão adicionais. Uma "Edição Ultimate" também foi revelada e inclui o jogo e o Passe.

### Battle of Jakku
As pré-reservas de Star Wars Battlefront recebem a expansão Battle of Jakku, revelada durante o evento Star Wars Celebration 2015 e disponível para transferir em Dezembro de 2015. Battle of Jakku tem incluído dois mapas que têm como cenário o planeta Jakku. Segundo a descrição oficial, a história decorre depois da vitória dos Rebeldes na Batalha de Endor, convidando os jogadores a viver os eventos que levaram à criação da paisagem de guerra de Jakku, tal como mostrado no filme Star Wars: The Force Awakens.

### Outra média
Battlefront: Twilight Company, um romance escrito por Alexander Freed e baseado em Star Wars Battlefront, foi lançado a 3 de Novembro de 2015 pela editora Del Rey. A Turtle Beach criou os auscultadores Sandtrooper, inspirados em Battlefront e exclusivos da Best Buy.

## Recepção

### Prémios
Na Electronic Entertainment Expo 2015, onde foi mostrada pela primeira vez uma demonstração do jogo, Star Wars Battlefront recebeu um total de 37 prémios, incluindo "Jogo do Evento" e "Melhor Shooter" atribuídos pelo IGN, "Melhor da E3" pelo GameSpot e "Melhor Jogo de Acção" e "Melhor Jogo Multijogador Online" pelo painel do Game Critics.
Em fevereiro de 2016, durante a cerimónia dos D.I.C.E. Awards organizada pela Academy of Interactive Arts & Sciences, Star Wars Battlefront recebeu os prémios para "Jogo de Acção do Ano" e "Excelência no Design Sonoro".

### Vendas
De acordo com o monitor de vendas Chart-Track, Star Wars Battlefront estreou-se em #1 nas tabelas de vendas do Reino Unido, tornando-se o maior lançamento de sempre dos jogos baseados na franquia Star Wars, vendendo cerca de 117% mais na primeira semana que o anterior detentor do recorde, Star Wars: The Force Unleashed (2008).
Blake Jorgensen, director financeiro da Electronic Arts, anunciou que a companhia espera vender pelos menos 13 milhões de cópias de Star Wars: Battlefront até ao final de Março de 2016.

## Sequência
Em Novembro de 2015, durante a UBS Global Technology Conference em São Francisco, Blake Jorgensen, director financeiro da Electronic Arts, referiu que o "objetivo é criar mais jogos Battlefront bem como outros estilos de jogos no universo Star Wars, tanto nos dispositivos móveis como nas consolas e PCs", como parte do acordo de dez anos entre a EA e a Disney.